# 2001–2002-es magyar labdarúgókupa
A 2001–2002-es magyar labdarúgókupa a sorozat 63. kiírása volt. A döntőben az Újpest FC és a Haladás mérkőzött meg. A győzelmet az Újpest szerezte meg.
A korábbi évekkel ellentétben a főtáblán nem rendeztek csoportmérkőzéseket. Az első fordulóban a megyei selejtezőkből továbbjutott 92 csapat szerepelt. A második körben csatlakozott az NBI B két bajnoka (BKV előre, Haladás) valamint az a nyolc NB I-es csapat, amelyik nem indult nemzetközi kupában. A 32 között a maradék négy csapat (Ferencváros (BL), a Dunaferr, Debreceni VSC (UEFA-kupa) és a Lombard FC Tatabánya (UEFA-Intertotó-kupa) is bekapcsolódott a küzdelembe.
A Haladás NBI B-s csapatként még 2001 tavaszán szerepelt a megyei selejtezőben, ahol a Répcelak ellen kiesett. Majd az NBI B győzteseként a kiírás szerint indulhatott a főtáblán.

## Első forduló
| 1. csapat                | Eredmény    | 2. csapat           |
| ------------------------ | ----------- | ------------------- |
| 2001. augusztus 29.      |             |                     |
| SK Ajka                  | 2–3         | Balatonlelle SE     |
| Akasztó FC               | 4–3 hu.     | Békés               |
| Andocs SE                | 0–3         | Harkány             |
| Bagi TC                  | 4–1         | Gyöngyösi AK        |
| Bodajk SE                | 1–1 b: 5-3  | Pécsi MFC           |
| Bordány                  | 0–4         | Erzsébeti SMTK      |
| Bp. Erőmű                | 3–1         | Kiskunhalasi FC     |
| BTC-Rákosmente           | 2–5         | Kaposvár            |
| Csornai SE               | 2–4         | Pilisvörösvári LSE  |
| Felcsút                  | 0–9         | Celldömölki VSE     |
| Gádoros                  | 0–9         | Kecskeméti FC       |
| Gellénháza               | 3–2         | Nagyatád            |
| Gyirmót SE               | 3–1         | Sümeg-Légrádi SC    |
| Halmaj FC                | 1–0         | Ipolyvece SE        |
| Hasznos                  | 2–4         | Demecser FC         |
| Hosszúpályi SE           | 0–2         | Sátoraljaújhely     |
| Hódoscsépány             | 1–4 hu.     | Kisújszállás        |
| Ikarus-Dunafém           | 3–2         | Kaposvölgye VSC     |
| Ikrény                   | 2–3         | Veszprém LC         |
| Karancslapujtő           | 0–7         | Bőcs KSC            |
| Kiszombor                | 1–3         | Kalocsa             |
| Koroncó                  | 3–1         | Vasszécseny         |
| Kópháza                  | 0–1         | Répcelak            |
| Lábatlan                 | 0–11        | Siófok FC           |
| Mátyásföldi LTC          | 1–2         | FC Dabas            |
| Mezőcsát                 | 0–2         | Balassagyarmat      |
| Mezőfalva                | 2–3         | Bonyhád FC          |
| Nagyecsed                | 0–7         | Békéscsabai Előre   |
| Nagykőrösi FC            | 2–3         | Kiskunfélegyháza    |
| Nagyrákos SE             | 1–5         | Nagykanizsa FC      |
| Nagyvarsány              | 2–0         | Jászberényi Vasas   |
| Nyíregyháza Kertváros FC | 2–3         | Csepel-AT           |
| Nyírgyulaj               | 1–1 b.: 2-3 | Hajdúnánás          |
| Nyírkárász               | 3–8 hu.     | Diósgyőri VTK       |
| Pákozd                   | 0–3         | Szekszárdi UFC      |
| Péti MTE                 | 4–2         | Baracs SE           |
| Rábapatona               | 1–7         | Marcali IFC         |
| Salgó Öblös              | 0–2         | Baktalórántháza VSE |
| Szabadszállás            | 1–2         | Gyula               |
| Szentesi TE              | 3–5 hu.     | Szolnoki MÁV FC     |
| Tapolcai IAC             | 0–2         | Petőháza            |
| Tápiógyörgye             | 3–3 b.: 3-4 | REAC                |
| Tomor-Lak                | 1–0         | Eger                |
| Törökszentmiklós         | 8–0         | Csongrád            |
| Vác VLSE                 | 4–3 hu.     | Dorogi FC           |
| Veresegyház              | 1–0         | Soroksár-Csepel     |

## Második forduló
| 1. csapat            | Eredmény    | 2. csapat           |
| -------------------- | ----------- | ------------------- |
| 2001. szeptember 18. |             |                     |
| Gellénháza           | 1–8         | Haladás             |
| Tomor-Lak            | 0–8         | MTK Hungária        |
| 2001. szeptember 19. |             |                     |
| Akasztó FC           | 3–4         | Szolnoki MÁV FC     |
| Bag                  | 1–3 hu.     | Bodajk SE           |
| Baktalórántháza      | 0–3         | Diósgyőri VTK       |
| Balassagyarmat       | 1–3         | Kispest-Honvéd      |
| Bőcs KSC             | 1–1 b.: 5-4 | Vasas               |
| Bp. Erőmű            | 3–0         | Kiskunfélegyháza    |
| FC Dabas             | 1–2         | Csepel-AT           |
| Gyirmót              | 0–6         | Siófok FC           |
| Gyulai Termál FC     | 1–2         | Kecskeméti FC       |
| FK Hajdúnánás        | 2–1         | Békéscsabai EFC     |
| Halmaj FC            | 0–1         | Demecser FC         |
| Harkány              | 2–0         | Bonyhád FC          |
| Ikarus-Dunafém       | 0–3         | Celldömölki VSE     |
| Kalocsai FC          | 4–2         | Erzsébeti SMTK      |
| Kisújszállás         | 1–3         | Újpest FC           |
| Koroncó              | 2–4         | Zalaegerszegi TE    |
| Nagyvarsány          | 2–1         | Sátoraljaújhelyi TE |
| Petőházi SE          | 6–0         | Nagykanizsa FC      |
| Péti MTE             | 0–8         | Marcali IFC         |
| Pilisvörösvár        | 1–2         | Matáv Sopron        |
| Répcelaki SE         | 3–0         | Balatonlelle SE     |
| Szekszárd            | 4–1         | Kaposvári Rákóczi   |
| Törökszentmiklós     | 2–7         | BKV Előre SC        |
| Vác VLSE             | 0–4         | Videoton Fehérvár   |
| Veresegyház VSK      | 0–4         | REAC                |
| Veszprém LC          | 0–1         | Győri ETO FC        |

## Harmadik forduló
| 1. csapat         | Eredmény    | 2. csapat        |
| ----------------- | ----------- | ---------------- |
| 2001. október 10. |             |                  |
| BKV Előre SC      | 1–0         | Bodajk SE        |
| Demecser FC       | 1–0         | Bőcs KSC         |
| Ferencvárosi TC   | 1–1 b.: 1-4 | Újpest FC        |
| FK Hajdúnánás     | 5–0         | Bp. Erőmű        |
| Kalocsai FC       | 2–5         | Debreceni VSC    |
| Kispest-Honvéd    | 2–1         | Zalaegerszegi TE |
| Matáv Sopron      | 2–0         | Kecskeméti FC    |
| Csepel-AT         | 0–3         | Lombard FC       |
| MTK Hungária      | 2–2 b.: 0-3 | Dunaferr SE      |
| Nagyvarsány       | 0–2         | Rákospalotai EAC |
| Petőházi SE       | 2–1 hu.     | Harkány SE       |
| Répcelak          | 0–4         | Győri ETO FC     |
| Haladás           | 3–1         | Celldömölki VSE  |
| Siófok FC         | 2–0         | Marcali IFC      |
| Szekszárdi UFC    | 3–0         | Diósgyőri VTK    |
| Videoton FCF      | 3–0         | Szolnoki MÁV FC  |

## Nyolcaddöntő
| 1. csapat          | Eredmény     | 2. csapat      |
| ------------------ | ------------ | -------------- |
| 2001. november 10. |              |                |
| FK Hajdúnánás      | 1–5          | Szekszárd UFC  |
| 2001. november 28. |              |                |
| Győri ETO FC       | 2–2 b.:4-2   | Siófok FC      |
| Lombard FC         | 9–0          | Demecser FC    |
| Matáv Sopron       | 3–1          | Kispest-Honvéd |
| Debreceni VSC      | 1–2 hu.      | Videoton FCF   |
| Petőházi SE        | 0–1          | Dunaferr SE    |
| Rákospalotai EAC   | 1–1 te.: 2-4 | Haladás        |
| Újpest FC          | 3–2          | BKV Előre SC   |

## Negyeddöntő
| 1. csapat        | Eredmény    | 2. csapat    |
| ---------------- | ----------- | ------------ |
| 2002. március 5. |             |              |
| Újpest FC        | 2–0         | Matáv Sopron |
| 2002. március 6. |             |              |
| Dunaferr         | 2–0         | Videoton FCF |
| Haladás          | 0–0 b.: 3-2 | Győri ETO FC |
| Szekszárd UFC    | 0–0 b.: 2-4 | Lombard FC   |

## Elődöntő
| 1. csapat        | Eredmény    | 2. csapat |
| ---------------- | ----------- | --------- |
| 2002. április 2. |             |           |
| Dunaferr         | 2–3         | Haladás   |
| 2002. április 3. |             |           |
| Lombard FC       | 2–2 b.: 2-4 | Újpest FC |

## Döntő
| 2002. május 1. 18:00 |

| Újpest FC       | 2–1 h.u.                  | s.Oliver-Haladás FC |
| --------------- | ------------------------- | ------------------- |
| Vágner 26' 120' | (1–0, 1–1, 1–1) Részletek | Halmosi 74'         |

| ETO Stadion, Győr Nézőszám: 8000 Játékvezető: Ábrahám Attila (magyar) Asszisztensek: Balajti János, Georgiou Grigorisz |

Az Újpest FC MK-ban mérkőzésre nevezett játékosai: Posza Zsolt (5), Szántai Levente (1) – Dvéri Zsolt (2), Erős Károly (6), Danut Frunza (2), Galaschek Péter (1), Geri Tamás (0), Herczeg Miklós (4), Kalina Tibor (1), Korolovszky Gábor (5), Luboš Kozel (2), František Kunzo (5), Lőw Zsolt (6), Medgyesi László (3), Móri Tamás (1), Pest Krisztián (0), Pető Zoltán (4), Piroska Attila (2), Dejan Poljaković (5), Radek Slončík (3), Szélesi Zoltán (5), Szlezák Zoltán (0), Tamási Zoltán (6), Tokody Tibor (6), Túlio Costa (2), Vanczák Vilmos (1), Robert Vágner (5)